# Myllostomella
Myllostomella, en ocasiones erróneamente denominado Mylostomella, es un género de foraminífero bentónico de la familia Stilostomellidae, de la superfamilia Stilostomelloidea, del suborden Buliminina y del orden Buliminida. Su especie tipo es Siphonodosaria fijensis. Su rango cronoestratigráfico abarca desde el Mioceno inferior hasta el Pleistoceno medio.

## Discusión
Clasificaciones previas incluían Myllostomella en el suborden Rotaliina del orden Rotaliida. Myllostomella ha sido considerado un sinónimo posterior de Strictocostella.

## Clasificación
Myllostomella incluye a las siguientes especies:
- Myllostomella advena †
- Myllostomella fijensis †